# Krystyna Melion
Krystyna Zofia Melion (ur. 6 kwietnia 1929 r. w Warszawie, zm. 5 grudnia 2021 r. tamże) – reportażystka Polskiego Radia.

## Życiorys
Członek Armii Krajowej w okresie 07.1943 – 10.1944.
Po wojnie pracowała w warszawskiej poradni psychologicznej dla dzieci i młodzieży jako terapeuta i wizytator środowiskowy.
Od 1958 dziennikarka Polskiego Radia, zatrudniona w Naczelnej Redakcji Literackiej Polskiego Radia. Reportażystka, archiwistka i autorka kilkuset reportaży i dokumentów radiowych. Przedstawicielka i współtwórczyni warszawskiej szkoły reportażu, dążącej do czystej formy, czyli autentycznego dźwięku i głosu bohatera jako najważniejszego budulca opowieści. Autorka wielu audycji dokumentalnych o tematyce II Wojny Światowej, w szczególności dotyczących Powstania Warszawskiego.
W latach 70. i 80. dokumentowała drażliwe tematy społeczne związane z realiami funkcjonowania PRL, w takich reportażach jak „Legitymacja partyjna” czy „Radom 1976” opowiadającym o wydarzeniach radomskich, który musiał czekać na emisję do roku aż do 1990. W latach 1975–1980 przedruki reportaży i felietonów publikowane były na łamach czasopisma KONTRASTY – Miesięcznika RSW.
Wielokrotnie nagradzana w krajowych i zagranicznych konkursach na reportaż. Reprezentowała Polskie Radio na Festiwalach Radiowo-Telewizyjnych Prix Italia i Prix Futura.
Po przejściu na emeryturę, zaangażowana była w pracę z nowymi pokoleniami reportażystów radiowych i współpracowała z Polskim Radiem.

## Wybrane utwory

### Reportaże wojenne
- „Taka zwyczajna sprawa” – Historia życia dziennikarki francuskiej, która w czasie okupacji w Polsce jako żydowskie dziecko była ukrywana przez polskie rodziny. "Babette" wspomina rodzinę Nikodema Brandta, dzięki któremu była bezpieczna po ucieczce z warszawskiego Getta. Po wojnie odnalazła matkę, z którą wyjechała do Francji.
- „Radiowy Bedeker Warszawski – Warszawskie krzyże powstańcze 1944” – Reportaż z przyznania po raz pierwszy Warszawskich Krzyży Powstańczych 31 lipca 1981 roku. Rozmówcami są  pierwsi odznaczeni – Stanisław Sieradzki, Elżbieta Ostrowska i Zenon Wiktorczyk
- „Kowal miał 14 lat” – Wspomnienia z powstania warszawskiego. Mieczysław Kowalski opowiada o niebezpiecznych wyprawach po żywność i innych akcjach powstańczych, w których uczestniczył mimo bardzo młodego wieku
- „Cichy front” - Reportaż o organizacji kobiecej niosącej pomoc więźniom, powstałej w początkowym okresie okupacji. Rozmówczynie mówią o schemacie organizacyjnym, o pomocy udzielanej przez rzemieślników i różne firmy, o akcjach dożywiania więźniów Pawiaka oraz organizowaniu pomocy dla rodzin więźniów
- „Piosenka z barykad” – Wspomnienie Hanny Brzezińskiej, piosenkarki Powstania Warszawskiego, zmarłej w 1998 roku. Przed wojną – aktorka, występowała w epizodycznych rolach, między innymi w słynnych Dziewczętach z Nowolipek
- „Zwyczajni, prości, nieogromni” – wspomnienia żołnierzy powstańczego Batalionu "Zośka".
- „Powrót z Hadesu”; „Piosenka z barykad”
- „Budowałam barykadę” – wspomnienia poetki Anny Świrczyńskiej

### Reportaże społeczne
- „Głębokie zanurzenie” - pierwszy polski reportaż z nagrodą Premios Ondas
- „Impulsy” – Reportaż nagrany w 1975 r. w Zakładzie dla Dzieci Niewidomych w Laskach. Bohaterowie reportażu – dzieci i ich opiekunowie opowiadają o swoich pasjach, zajęciach, w których uczestniczą i planach na przyszłość
- „Dwie godziny, 40 minut i 15 sekund byłem z narzeczoną” - opowieść o prowokacji dziennikarskiej, jakiej przed laty dokonały dwie uznane reportażystki: Krystyna Melion i Maria Rosa Krzyżanowska
- „Cygańskie largo” - Dokument opowiadający o życiu Romów i ich kulturze
- „Bronek i jego dwójka” - historia przedwojennego radiowego wozu transmisyjnego i jego kierowcy, Bronisława Kozioła

## Nagrody i wyróżnienia
- 1969 – Złoty Mikrofon - za twórczość w dziedzinie radiowego reportażu literackiego (w tym dwukrotne reprezentowanie radiofonii polskiej w konkursie Prix Italia”), z uwzględnieniem dwóch cykli z lat 1968-69: „Na lądzie, morzu i w powietrzu” o życiu współczesnego Wojska Polskiego oraz „Spotkania na tarasie”[1]
- 1974 – Premio Ondas(inne języki) w Barcelonie (pierwszą dla polskiej radiofonii nagrodę festiwalu) za reportaż „Głębokie zanurzenie” o rekordziście świata w pływaniu stylem klasycznym Marku Petrusewiczu[1]
- 1980 – Nagroda I Stopnia Przewodniczącego Komitetu ds. Radia i Telewizji[1]
- 2015 – Nagroda Specjalna Studia Reportażu i Dokumentu Polskiego Radia - dla osoby „która swoją twórczością jak magnes z ogromną siłą przyciągała do Radia różne pokolenia młodych adeptów sztuki reportażu”[5]

## Ordery i odznaczenia
- Krzyż Oficerskim Orderu Odrodzenia Polski – 21 września 2005[6]
- Srebrny Medal „Za zasługi dla obronności kraju” (1973)[7]
- Złota Odznaka Honorowa "Za zasługi dla Warszawy" – 21 grudnia 1984
- Odznaka honorowa "Za zasługi dla archiwistyki" – 15 listopada 1979